# Turnverein Bozen 1862

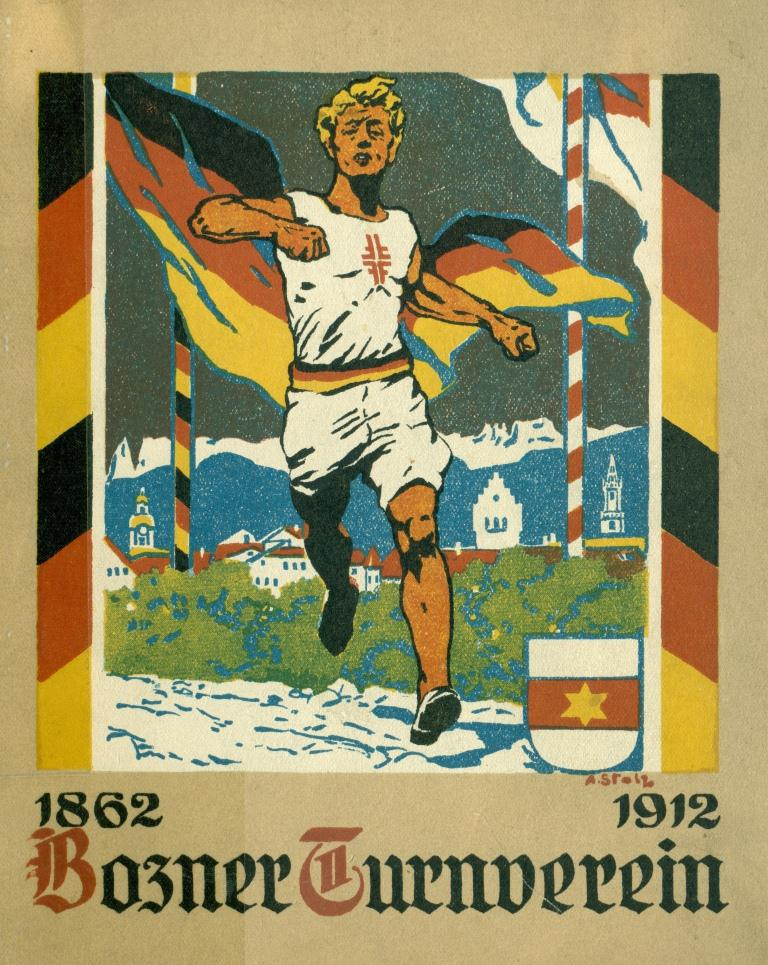
Bozner Turner. Titelbild der Festgabe des Turnvereins Bozen zu seinem 50. Gründungsfest am 15. und 16. Juni 1912, gefertigt von Albert Stolz

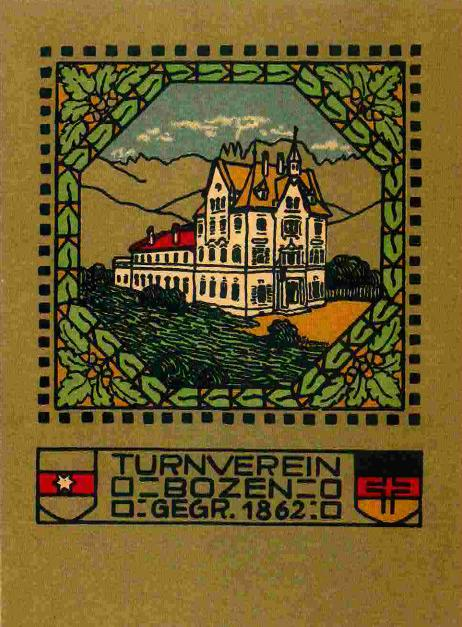
Mitgliedsausweis des Turnvereins Bozen, Vorderseite (1920)

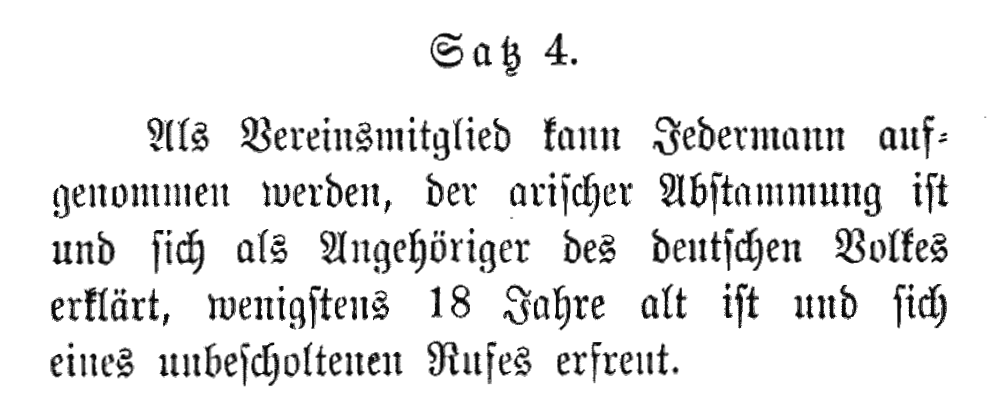
Der diskriminierende Arierparagraph in den Satzungen des Turnvereins Bozen von 1907

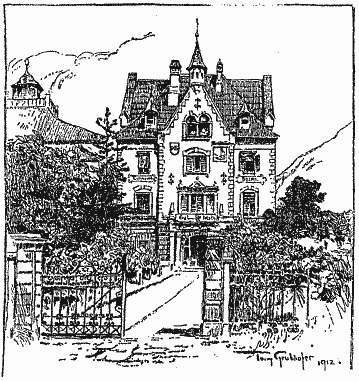
Die ursprüngliche Bozner Turnhalle, gezeichnet von Tony Grubhofer, 1912

Der Turnverein Bozen 1862 war ein nationalliberaler und deutschnationaler Sport- und Kulturverein in Bozen. Er war der erste Turnverein in Tirol und bestand von 1862 bis 1926.

## Die Entstehung des Turnwesens in Tirol
Turnen ist ein von Friedrich Ludwig Jahn geprägter Begriff für die Vielfalt an Leibesübungen, die er als eine Möglichkeit zur Entwicklung der körperlichen und moralischen Volkskraft, zur Wiederherstellung des deutschen Volksgeistes und der vaterländischen Gesinnung betrachtete. Der Turnerwahlspruch ist „Frisch, fromm, fröhlich, frei“. „Fromm“ ist dabei im Sinne von „rechtschaffen“ und „charaktervoll“ gemeint. Aus den Anfangsbuchstaben des Turnerwahlspruches, den vier F, entstand das Turnerkreuz. Der Turnergruß lautete „Gut Heil!“.
Das von Jahn begründete deutsche Turnwesen war von Anfang mit der deutschen Nationalbewegung bzw. der völkischen Bewegung verknüpft. In Österreich galt es nach der bürgerlichen Revolution von 1848/49 als staatsgefährlich. Ein in Innsbruck im Oktober 1849 auf Anregung des Münchner Turnvereins von Franz Thurner ins Leben gerufener Turnverein wurde aus diesem Grunde am 6. Oktober 1850 von der k.k. Statthalterei aufgelöst. Erst nachdem der Wiener Turnverein im März 1861 die behördliche Genehmigung erhalten hatte, konnte das österreichische Turnvereinswesen aufblühen. Der Innsbrucker Turnverein wurde am 25. Oktober 1863 gegründet.
1874 wurde in Brixen der Tiroler Turngau (Gauverband der Turnvereine Tirols im Rahmen des Turnkreises Deutsch-Österreich) gegründet.

## Die Anfänge
Der Bozner Turnverein wurde am 22. Jänner 1862 im Gasthof Kaiserkrone gegründet. Hugo von Goldegg war erster Vorsitzender. Turnlehrer war der Innsbrucker Anton Schiestl. Am 11. April 1862 wurde der Verein behördlich genehmigt.
Die Farben des Vereins waren Schwarz-Rot-Gold. Die 1863 in Wien gefertigte Fahne aus Seiden- und Goldstoff zeigte auf der einen Seite die deutschen Farben und darin den deutschen Reichsadler im goldenen, das österreichische Hauswappen im schwarzen und das Turneremblem – die vier F – im roten Feld, während die andere Seite in den Landesfarben Tirols – Weiß und Rot – den Tiroler Adler, das Stadtwappen von Bozen und wiederum das Turneremblem zeigte.
Die Bozner Turner nahmen vom 2.–5. August 1863 am 3. Deutschen Turnfest in Leipzig teil. Dort schlossen sie Freundschaft mit dem Wandsbeker Turnerbund 1861.

## Die gesellschaftliche Bedeutung

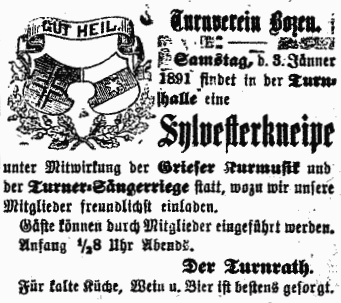
Silvesterkneipe des Turnvereins Bozen (mit Emblem): Bozner Zeitung vom 3. Januar 1891, S. 4

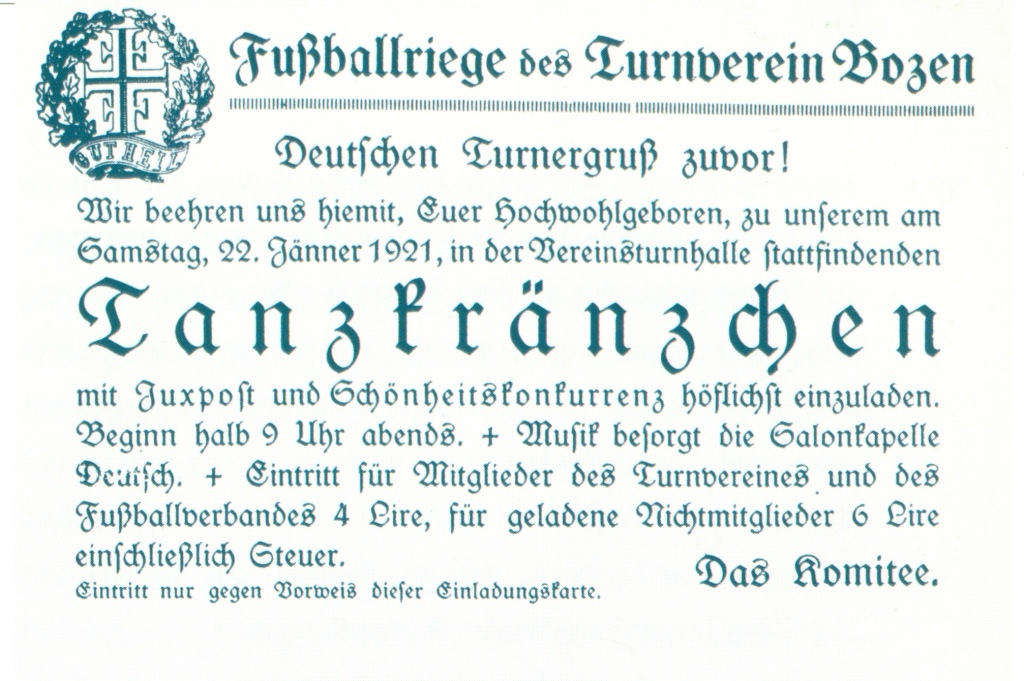
Eine Einladung des Turnvereins zum Tanzkränzchen 1921

Der Bozner Turnverein war von Anfang an nicht nur ein Sportverein, sondern auch ein Kreis, in dem sich das liberale Bozner Bürgertum sammelte. Im Turnverein gab es eine eigene Sängerriege (seit 1890), es wurden Kneipen abgehalten (es gab sogar eine wöchentliche Kneipzeitung) und Bälle veranstaltet.
Der Einsatz für das Gemeinwesen zeigte sich 1864 in der Gründung einer Turner-Feuerwehr. 1874 ging diese in der – ebenfalls maßgeblich von Turnern getragenen – städtischen Freiwilligen Feuerwehr auf. Zu deren Kommandanten wurde Anton Schiestl gewählt.
Der Turnverein war eng mit der Stadtgemeinde verflochten: Bürgermeister Joseph Streiter unterstützte ihn von Beginn an durch das Zurverfügungstellen eines Raumes. Der Altvorstand Julius Würzer wurde 1870 zum Nachfolger von Bürgermeister Streiter gewählt. Der letzte deutschsprachige Bürgermeister Bozens, Julius Perathoner (1895 bis 1922), war bereits seit dem Jahr 1872 Mitglied des Bozner Turnvereins.
1907 erhielt der Turnverein Bozen eine neue Satzung. Gemäß Artikel 1 war der „Zweck des Turnvereines (...) die Pflege und Förderung des deutschen Turnwesens, die Hebung und Kräftigung des deutschen Volksbewußtseins, sowie die Förderung geselligen Zusammenlebens“. Laut des diskriminierenden, antisemitischen Artikels 4 konnte nur Mitglied des Turnvereins werden, wer „arischer Abstammung ist und sich als Angehöriger des deutschen Volkes erklärt.“
1912 feierte der Bozner Turnverein sein 50-Jahr-Jubiläum gleichzeitig mit dem 9. Tiroler Gauturnfest, zu dem mehrere Tausend Turner und Turnerinnen nach Bozen kamen. Dabei erschien eine umfangreiche Festschrift („Festgabe“) und beim Festkommers in der Turnhalle erklang zum ersten Mal der „Bozner Turner-Marsch“, zu diesem Anlass komponiert von Robert Gasteiger, dem Direktor der Handelsschule.

## Tiroler Turnerfehde
Eine besondere Rolle spielte der Turnverein Bozen in der so genannten „Tiroler Turnerfehde“ in den Jahren 1898–1902. Es handelte sich um eine äußerst hart geführte Auseinandersetzung über die Einführung des antisemitischen Arierparagraphen in die Satzung des Tiroler Turngaues. Die Bozner Turner standen dem Antisemitismus zunächst ablehnend gegenüber und wurden zu Wortführern gegen die Aufnahme des „Arierparagraphen“ im österreichischen Turnkreis.
Die Auseinandersetzung um den Arierparagraphen führte 1898 zum Austritt des Turnvereins Bozen aus dem Tiroler Turngau, wie im Jahresbericht des Turnvereins Bozen nachzulesen ist:
„Leider sollte dieser Gautag ... eine Sprengung der geeinten Tiroler Turnerschaft herbeiführen, und unsere Delegierten sahen sich genötigt, gegen einen ... das Prinzip des Rassenantisemitismus im Gaue bezweckenden, Antrag auf das allerentschiedenste Stellung zu nehmen und die gegnerischen Ausführungen mit aller Kraft und Sachlichkeit zurückzuweisen. Wir verteidigen durch diese Stellungnahme nur den seit jeher in dieser Frage eingenommenen Standpunkt des Bozner Turnvereins, wir entsprechen dadurch auch den Intentionen der freiheitlich gesinnten Bozner Bürgerschaft, in welcher unser Verein so tief wurzelt. Das Resultat der stürmischen Verhandlungen ... ist bekannt. Der alte Tiroler Turngau wurde aufgelöst, um einer kurze Zeit nachher auf antisemitischer Basis gegründeten Gauverbindung Raum zu geben, in deren Reihen unser Bozner Turnverein jedoch begreiflicherweise keinen Platz fand und auch – wie wir überzeugt sind – in Zukunft keinen Platz finden soll.“
Der Kampf gegen die Antisemiten setzte sich auch auf österreichischer Ebene fort und am österreichischen Kreisturntag am 31. Mai 1901 in Wien war der Bozner Delegierte Karl Domenigg der überzeugendste Wortführer der freisinnigen Turner, wie aus dem Sitzungsprotokoll hervorgeht:
„Der Turnverein Bozen entspricht durch den Beschluss, gegen den Antrag des Ostmark Turngaues zu stimmen (Aufnahme des Arierparagraphen und Ausschluss jüdischer Turner, Anm.), der alten Tradition unseres in der Bürgerschaft der Stadt Bozen wurzelnden Vereines, er entspricht dadurch den liberalen Ideen, von denen unser Verein seit der vierzig Jahre seines Bestehens durchdrungen ist.“
Dennoch erlangten die Antisemiten eine knappe Mehrheit für ihren Antrag. Aufgrund der nun folgenden Ausgrenzung des „judenfreundlichen“ Turnvereins Bozen waren die Bozner Turner von allen Turnwettkämpfen ausgeschlossen, die Anfeindungen gingen so weit, dass sogar die behördliche Auflösung des Turnvereins angedroht wurde, da dieser nicht mehr die Satzung erfüllen konnte.
Trotz dieser Anfeindung stemmten sich die Bozner Turner bis 1907 gegen den Arierparagraphen, gaben aber schließlich nach und nahmen die diskriminierende Bestimmung in ihre Satzungen auf.

## Sportarten
Hauptsportart im Bozner Turnverein war das Gerätturnen, dazu kamen Faustball (das von vielen Turnern als Ballsport zum Ausgleich betrieben wird), Ringen (im Jahr 1906 bildete sich eine Ringerriege), Bergsteigen, Fechten (1887 bildete sich eine Fechterriege; kurz darauf kam es in Bozen zur Gründung des ersten Tiroler Fechtclubs, der seinen Mitgliedern den Eintritt in den Turnverein zur Bedingung machte) und später auch Fußball.

## Die Turnhalle

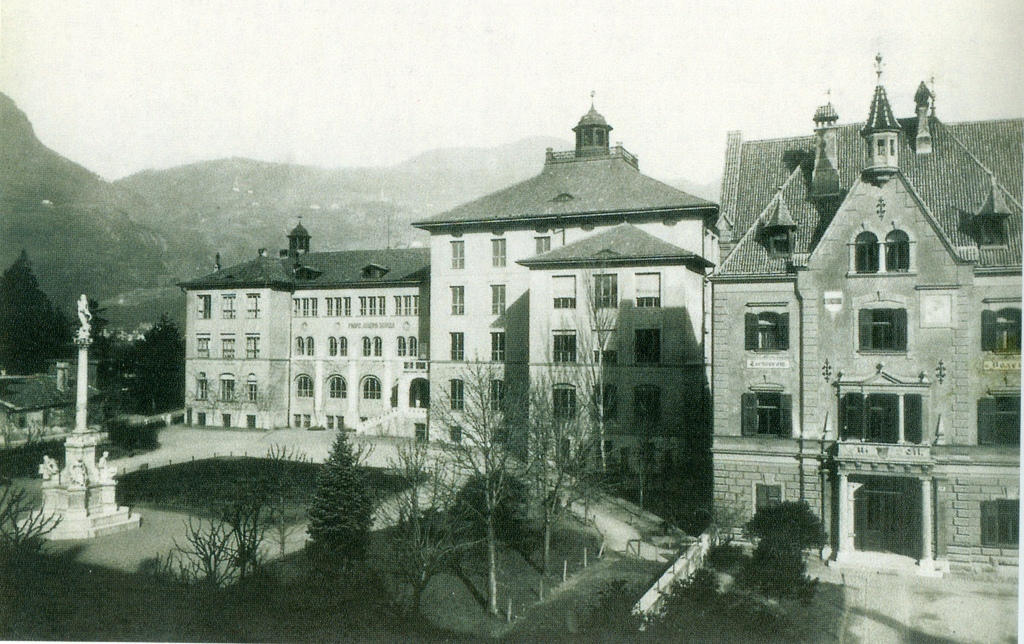
Die 1893–1894 erbaute Turnhalle des Bozner Turnvereins neben der 1908 eröffneten Franz-Joseph-Jubiläums-Schule, heute Goetheschule (Aufnahme um 1910)

Bereits am 16. März 1861, also noch vor der offiziellen Gründung, beschloss der Gemeinde-Ausschuss, den Turnern das gemeindeeigene „Werkhaus“ in der Museumstraße zur Verfügung zu stellen. Dazu kamen 352 Gulden aus städtischen Mitteln, um die Adaptierung zum Turnlokal und die Beschaffung von Turngeräten zu finanzieren.
1893 erbaute der Bozner Turnverein mit eigenen Mitteln ein Haus in der Vintlerstraße. Das Grundstück hatte die Stadt Bozen zur Verfügung gestellt. Die neue Turnhalle war 27 Meter lang, 14,20 Meter breit und 9,60 Meter hoch. Im ersten und zweiten Stock gab e|s je eine Wohnung, im Erdgeschoss ein Sitzungszimmer für den Turnrat und eine Kanzlei. Die Stirnwand der Halle war mit einem Spruch von Felix Dahn versehen: Das höchste Gut des Mannes ist sein Volk, / Das höchste Gut des Volkes ist sein Recht, / Des Volkes Seele lebt in seiner Sprache. / Dem Volk, dem Recht und unserer Sprache treu / Fand uns der Tag, wird jeder Tag uns finden!
1919 wurde die Turnhalle vom Bozner Künstler Rudolf Stolz mit einem mehrteiligen Wandgemälde ausgeschmückt, das vier Szenen aus dem Nibelungenlied darstellte: Einzug Siegfrieds in Worms, Donaufahrt der Nibelungen, Gastmahl zu Pöchlarn und Kampf um Etzels Burg.

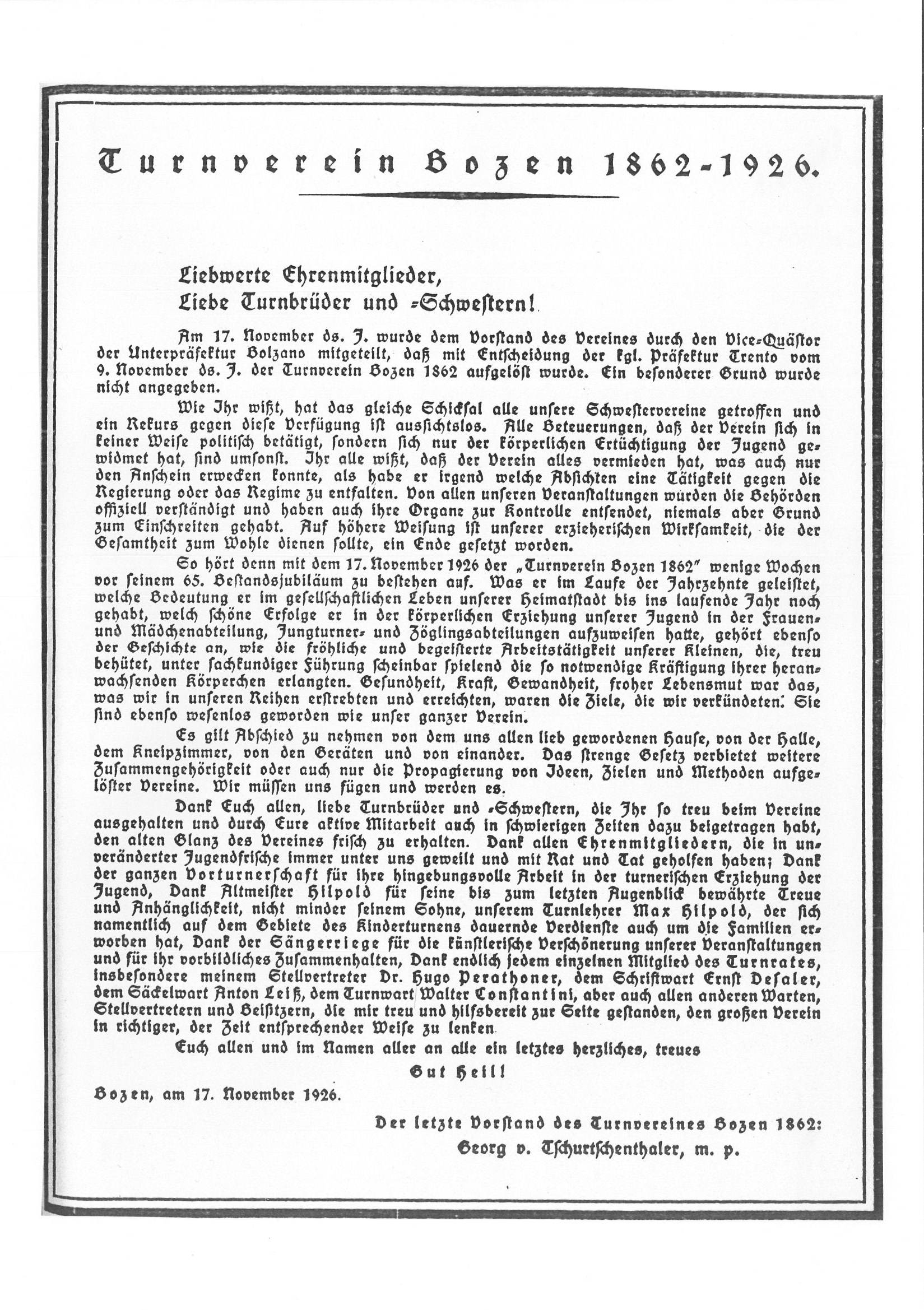
„Ein letztes Gut Heil“ – Flugblatt zur Auflösung des Turnvereins Bozen

## Faschismus
Nach der Annexion Südtirols an Italien im Jahr 1919 konnte der Bozner Turnverein seine Tätigkeit noch einige Jahre weiterführen. 1926 wurde er – so wie fast alle deutschsprachigen Vereine in Südtirol – ein Opfer der faschistischen Italienisierungspolitik. Am 17. November 1926 wurde dem Bozner Turnverein im Rahmen der Faschistischen Ausnahmegesetze (leggi fascistissime) mitgeteilt, dass er vom „Vice-Quästor der Unterpräfektur Bolzano“ aufgelöst und sein Besitz beschlagnahmt sei. Die Turnhalle ging an die Gemeinde über und wurde von dieser der faschistischen Jugendorganisation Balilla überlassen und im „stile dell'impero“ umgebaut. Der Nibelungenzyklus von Stolz wurde zerstört.

## Nachkriegszeit
Nach dem Zweiten Weltkrieg wurde die Enteignung nicht rückgängig gemacht und das Gebäude 1956 einer italienischen Organisation (Sodalizio cattolico Italiano) überlassen. Bis vor kurzem befand sich ein italienischer Kindergarten (Girasole) darin. Derzeit steht das Haus leer.
Im Jahr 2013 wurde die Rückführung der Turnhalle nach Jahrzehnten erstmals wieder zum Gegenstand der öffentlichen Diskussion, als die Vorsitzende des Nachfolgevereins Südtiroler Sportverein Bozen diese einforderte.
Wiedergutmachungsforderungen wurden von Seiten der Bozner Stadtverwaltung immer abgelehnt. 2020 kam es dann aber doch zu einer für den SSV Bozen befriedigenden Lösung: die Gemeinde Bozen überließ dem Verein ein Gebäude in der Fagenstraße, das sanierte alte Theater (Josefsheim), als neuen Sitz und übernahm zwei Drittel der Umbaukosten.

## Nachfolgeorganisationen
Nach dem Zweiten Weltkrieg wurde in Bozen am 17. November 1945 der Südtiroler Sportverein – Sektion Bozen (SSV Bozen) als Rechtsnachfolger des Turnvereins Bozen gegründet, in dem die Turner und Sportinteressierten eine neue Heimat fanden.
Der SSV Bozen ist der einzige Verein in Italien, in dem Faustball gespielt wird. Die Bozner Faustballer spielen in der österreichischen Bundesliga. Sie stellen die italienische Faustballnationalmannschaft.